# Mosfora silvestrii
Mosfora silvestrii – gatunek kosarza z podrzędu Laniatores i rodziny Epedanidae. Jedyny znany przedstawiciel monotypowego rodzaju Mosfora.